# Feröeri kultúra

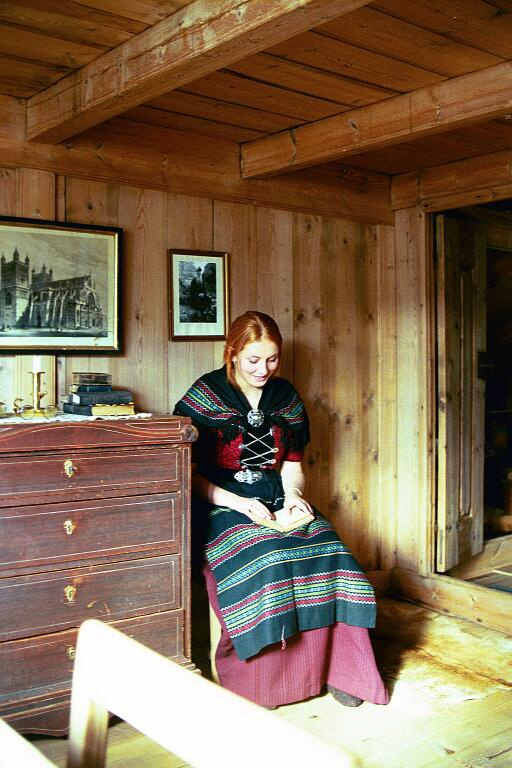
Eivør Pálsdóttir énekesnő népviseletben

A feröeri kultúra a skandináv kultúrában gyökerezik. Mivel Feröer hosszú időn keresztül viszonylagos elszigeteltségben élt Európa többi részétől, nagy mértékben meg tudta őrizni hagyományos kultúráját. Az óészakiból származó feröeri nyelvet a norvég és dán behatások ellenére megőrizték.
A feröeri oktatási rendszer az 1990-es évek elején számos változáson ment át, és ma egy korszerű rendszernek számít. Az oktatási kínálat nagyjából megegyezik a Dániában elérhetővel. Az oktatási rendszer felügyelete az Oktatási és Kulturális Minisztérium (Mentamálaráðið) hatáskörébe tartozik.

## Népi kultúra

### Lánctánc és balladák

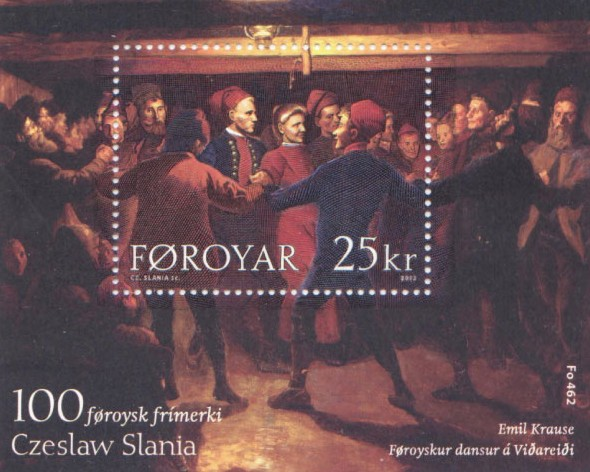
Feröeri lánctánc egy 1904-es festményen

A feröeri lánctánc és a hozzá tartozó régi balladák egész Európában egyedülálló értéket képviselnek: egyetlen más nép sem tudott középkori szokásokat ilyen élő módon megőrizni.
A feröeri nyelv a reformációtól kezdve megszűnt írott nyelvként létezni, és csak a balladák révén tudott fennmaradni. A feröeri lánctánc nem csak a némi hagyományok bemutatása, hanem napjainkban is a mindennapi élet szerves része.
A nemzeti ünnep az Ólavsøka július 28-29-én.

## Nyelv
A feröeri nyelv (feröeriül: føroyskt mál) az indoeurópai nyelvcsaládon belül a germán nyelvek közé tartozó nyelv. Közelebbről az északi germán nyelvek inzuláris nyelvei közé tartozik. Feröer hivatalos nyelve; itt Shetlanddal ellentétben megőrizték ősi nyelvüket, és ma is gondoskodnak az új igényeknek megfelelő fejlődéséről.
A feröeri közeli rokona az izlandi nyelvnek és a nyugat-norvégiai nyelvjárásoknak, de az elszigetelődés miatt saját, egyedi karaktere van. A feröeri nyelv és a Bergen-környéki falvak helyi nyelvjárása ma is megőrizte kölcsönös érthetőségét. Ugyancsak rokona volt a régi grönlandi norvég nyelv, amely Grönland elnéptelenedésével párhuzamosan halt ki.
A feröerit Feröeren mintegy 48 000-en beszélik. A Dániában és más országokban élő 17 000-25 000 emberrel együtt a beszélők száma mintegy 70 000-re tehető. A jelentős dániai csoportokon kívül szétszórtan sokan beszélik más skandináv országokban és az Egyesült Királyságban is.

## Oktatás, tudomány
A feröeri oktatási rendszer az 1990-es évek elején számos változáson ment át, és ma egy korszerű rendszernek számít. Az oktatási kínálat nagyjából megegyezik a Dániában elérhetővel. Az oktatási rendszer felügyelete az Oktatási és Kulturális Minisztérium (Mentamálaráðið) hatáskörébe tartozik.

### Általános iskola
A napközi gyermekfelügyelet községi kompetencia. A tankötelezettség a 7 és 16 év közöttiekre vonatkozik. A kilencosztályos általános iskola (Fólkaskulin) 1998 óta kötelező. A feröeri oktatáspolitika egyik alapvetése, hogy minden gyerek a saját településén járhasson általános iskolába; a gyerekek 8. osztálytól kerülnek összevont körzeti iskolákba. Az oktatás nyelve a feröeri. A dán nyelv oktatása a 3., az angolé az 5. osztályban kezdődik; a német 8. osztálytól választható. 8. osztálytól a kötelező tárgyak szűkebb köre mellett választható tárgyakat oktatnak. A 9. osztály végén letett vizsga teljesítése után lehet továbblépni a középfokú oktatásba, de egy további, szintén vizsgával záruló évig a diákok az általános iskolában is maradhatnak, amit sokan megtesznek.

### Középiskola
A középfokú oktatást gimnázium, valamint üzleti, műszaki, halászati, egészségügyi és tengerészeti szakközépiskolák biztosítják. A rendes hároméves és a kétéves, felnőtteknek szóló gimnáziumi képzés a felsőoktatásra készít fel, és három iskolában érhető el (Føroya Studentaskúli og HF Skeið, Hoyvík; Studentaskúlin og HF- skeiðið í Eysturoy, Kambsdalur; Miðnámsskúlin í Suðuroy, Porkeri). Az üzleti (Føroya Handilsskúli, Tórshavn), a műszaki (Tekniski Skúli í Klaksvík, Tekniski Skúli í Tórshavn) és a halászati (Fiskivinnuskúlin, Vestmanna) szakközépiskolákban egy vizsgával záruló alapozó év után a tanulók elhelyezkedhetnek a szakmában, vagy további kétéves képzés után érettségit szerezhetnek. Az egészségügyi szakközépiskola (Heilsuskúli Føroya, Porkeri) egy egyéves és egy húsz hónapos képzést kínál, amelyek elméleti és gyakorlati részből állnak. A tengerészeti szakközépiskola (Klaksvíkar Sjómansskúli) nem tekinthető szorosan vett középiskolának, mivel az öt hónapos tanfolyam elvégzéséhez nem szükséges a kilencéves általános iskola elvégzése.

### Felsőoktatás
A felsőfokú oktatást hajógépészeti, tengerészeti, tanítóképző, üzleti és egészségügyi főiskolák mellett a Feröeri Egyetem (Tórshavn) képviseli. A Feröeri Egyetem a feröeri nyelv és irodalom mellett természet-, történelem- és társadalomtudományokat is oktat. Hozzá tartozik az egészségügyi főiskola (Sjúkrarøktarfrøðiskúlin, Tórshavn), ahol négy év alatt ápolónői végzettség szerezhető. A tanárképző főiskola (Føroya Læraraskúli, Tórshavn) négyéves általános iskolai tanári és hároméves óvodapedagógusi képzést kínál. A gépészeti (Maskinmeistaraskúlin) és tengerészeti (Føroya Sjómansskúli) képzés szervezetileg egy közös főiskolán valósul meg.

### Egyéb oktatási formák
A Feröeri Népfőiskola az ország történelmében éppoly fontos szerepet játszott, mint a lakosság mai hétköznapjaiban. A Feröeri Nemzeti Könyvtár a feröeri és Feröerről szóló írások fő gyűjteménye.

### Kutatás
Feröer 2010-ben csatlakozott az Európai Unió hetedik kutatás-fejlesztési keretprogramjához (2007–2013).

## Kulturális intézmények

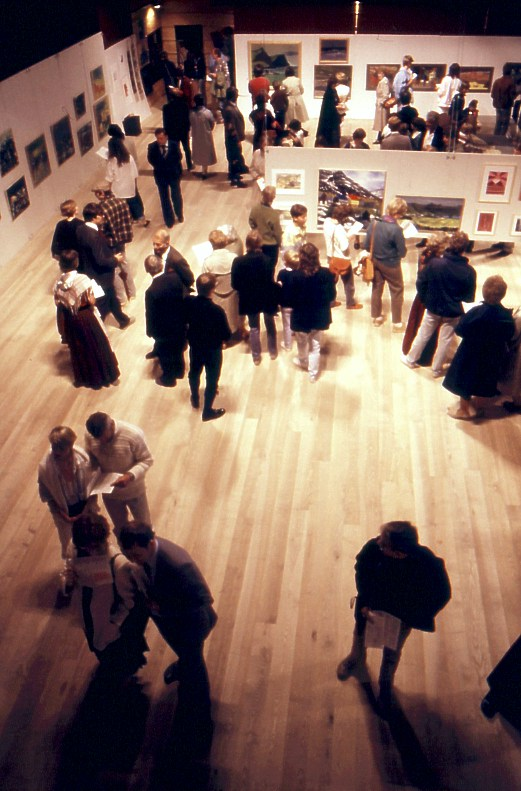
Feröeri festők kiállítása az Észak Háza tánctermében

A feröeri művészet legátfogóbb gyűjteményének a Listasavn Føroya (Feröeri Művészeti Múzeum) ad otthont. Ezen kívül fontos megemlíteni az Észak Házát, az ország legfontosabb rendezvényközpontját.

## Művészet

### Képzőművészet

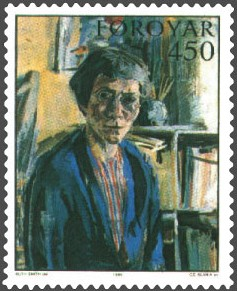
Ruth Smith: Önarckép

A feröeri képzőművészet Európa és Skandinávia más tájainak művészetéhez viszonyítva fiatalnak számít, hiszen története alig több, mint száz évre nyúlik vissza.
A feröeri művészet első nagy korszakának két meghatározó alkotója Sámal Joensen-Mikines (1906–1979) és Ingálvur av Reyni (1920–2005) voltak, akik mindketten korszakalkotó szerepet játszottak a klasszikus modernizmus feröeri nézőpontjának kitágításában. Az első nagy hullám többi művésze is az őáltaluk meghatározott koordináta-rendszerben mozgott. Rajtuk kívül a korszak további kiemelkedő alakja Ruth Smith (1913–1958), a kolorista portré- és tájképfestészet úttörője, valamint Steffan Danielsen (1922–1976), aki a feröeri színvilágot a föld színeivel festette meg, és témái kizárólag helyi ihletésűek.
Janus Kamban (1913) a szobrászat úttörője a szigeteken. Számos díszítése a szobrászatot a feröeri művészet világának integráns részévé tette. Stilizált ember- és állatábrázolásai kitágították a feröeri képi világot.
Elinborg Lützen (1919–1995) révén a grafika is polgárjogot nyert, amely az ő linómetszés iránti töretlen érdeklődésének köszönhetően jelentősen gazdagította az ország művészeti életét.
A feröeri művészet első korszakát a kirobbanó fejlődés jellemzi, de a helyzet lényegében azóta sem változott: a kortárs művészet kitörő vitalitása ma is fejlődik és tágul.

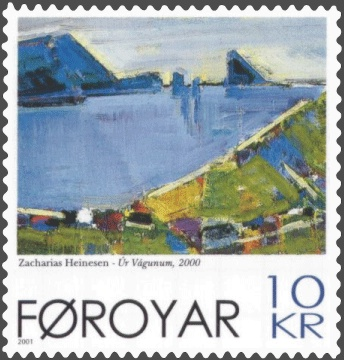
Zacharias Heinesen: Vágarból nézve

A legnagyobb kortárs művészek közé sorolhatjuk Ingálvur av Reyni (1920–2005) mellett, akinek műveit 2004 óta a neves koppenhágai Statens Museum for Kunst is kiállítja, Zacharias Heinesent (1936–), aki egy németországi templom oltárképét is festette. Bárður Jákupsson (1943–) festő a legfontosabb szerző, aki a feröeri művészetről publikál.

### Film
Az első feröeri nagyjátékfilm a Katrin Ottarsdóttir rendezte Atlantic Rhapsody (1989). Ő rendezte a Bye Bye Bluebird (1999) című road moviet is. Dániában készült Jørgen-Frantz Jacobsen Barbara című regényének filmváltozata, a Barbara (1997).

### Zene

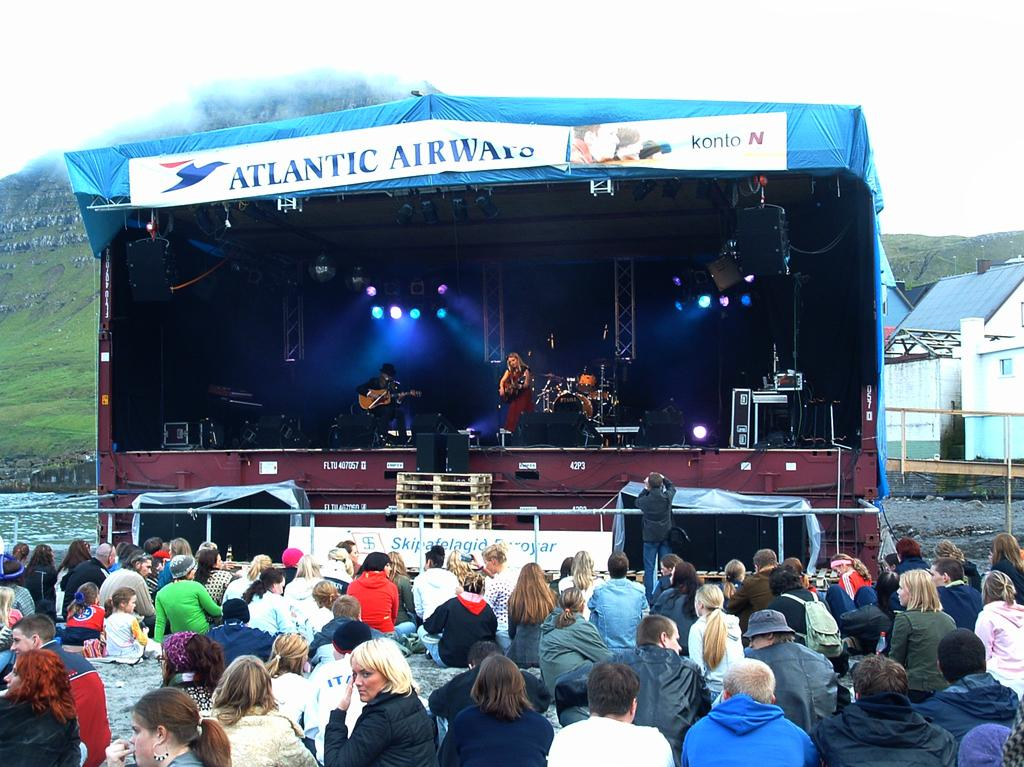
G! Festival, 2004

Feröernek saját szimfonikus zenekara, egy ismert kórusa (Havnarkorið) és pezsgő zenei élete van. Zeneszerzői gyakran a nemzeti örökségként számontartott balladakincshez nyúlnak vissza, így sajátos utat járhatnak. A legismertebb kortárs feröeri zeneszerzők: Sunleif Rasmussen, Kristian Blak, Atli Petersen, Edvard Nyholm Debess és Heðin Meitil.
Nagy népszerűségnek örvendenek a fiatal tehetségek, mint Eivør Pálsdóttir, Guðrun Sólja Jacobsen, Lena Anderssen, Teitur Lassen, Høgni Lisberg és Brandur Enni, valamint a klasszikus Annika Hoydal.
Ismert rockbandák a Gestir, Makrel, Týr, 200 illetve az időközben feloszlott Clickhaze és Moirae.
Nagy szabadtéri könnyűzenei fesztiválok hazai és nemzetközi fellépőkkel a G! Festival Syðrugøtában és a Summarfestivalur Klaksvíkban. A kétévente megrendezett Prix Føroyar tehetségkutató verseny már számos fiatalt tett ismertté.